# Regno di Sennar
Il Regno di Sennar, anche Sultanato Fung di Sinnar oppure solo Sennar, era un sultanato nel nord del Sudan chiamato Fung per via del gruppo etnico a cui appartenevano i suoi sovrani e Sinnar (oppure Sennar) per il nome della sua capitale. Tra il 1504 ed il 1821 una gran parte dell'Africa del Nord-est faceva parte del regno.

## Origini
Nel XV secolo la parte della Nubia, che un tempo faceva parte del Regno della Makuria, era suddivisa in tanti piccoli stati che erano sottoposti a continui assalti da parte dei nomadi del deserto. La situazione ad Alodia era degenerata, ma la zona fu riunificata e risanata da Abdallah Jamma proveniente dalle regioni orientali, le quali si erano arricchite grazie al commercio sul Mar Rosso. L'impero di Abdallah, anche detto l'unificatore, non durò a lungo, visto che il popolo Fung guidato da Amara Dungas arrivò dal sud inseguito dai suoi acerrimi nemici Shilluk.

I Fung sconfissero Abdallah e formarono un nuovo regno che ebbe la città di Sennar come capitale.

## Religione
I Fung, originariamente, praticavano l'animismo ed il cristianesimo. L'islam era anch'esso di grande importanza, a tal punto che i sovrani Fung si convertirono ad esso nel 1523, anche se molti elementi dei credi precedenti continuarono a coesistere.

## Espansione e conflitti
Sennar ebbe una rapida espansione a spese degli stati confinanti. La sua egemonia si sparse fino alle regioni di Gezira, Butana, Bayuda e il Kordofan meridionale. Questo causò grande tensione tra gli stati confinanti. L'Etiopia era una tra le più minacciate, ma a causa dei suoi disordini interni non poté intervenire per difendersi. Il nuovo Egitto ottomano la considerò anch'esso una minaccia e le mosse guerra, cercando di conquistare la zona: ma fallì e si ritirò dietro il confine rinforzato e consolidato della Nubia settentrionale. Il confine resse fino al 1821.
Era alta anche la tensione con l'Etiopia visto che entrambi gli stati ambivano a conquistare le pianure che giacevano nel bel mezzo dei loro due regni. Così l'Etiopia spostò la sua capitale a Gondar, facendo pesare la sua superiorità anche su queste pianure. Continuarono le guerre con gli Shilluk del confine meridionale, anche se più tardi le due fazioni si dovettero unire per combattere la crescente forza dei Dinca del sud. Il sultano Badi II sconfisse a ovest il Regno di Taqali e rese il suo sovrano, Woster o Makk, un vassallo del Regno di Sennar.

## Cultura militare
Le forze armate di Sennar si basavano principalmente sulla cavalleria pesante: cavalieri capeggiati dalla nobiltà, con spade larghe e staffe, che però non permettevano l'uso di lance.

Questi cavalieri indossavano maglie d'acciaio intrecciato come armatura ed i loro cavalli avevano un'armatura di rame che proteggeva la testa ed avevano il corpo coperto con spesse trapunte. La fanteria, formata dagli schiavi, molto più numerosa della cavalleria, era munita anch'essa di spade e di armature ed era di guarnigione nelle fortezze e nei castelli sparsi lungo tutto il sultanato. Nell'esercito del Regno di Fung, si diceva che le forze messe in campo dal Regno di Sennar erano, sì più esigue, ma molto meglio organizzate di quelle del suo nemico.

## Società civile
Il sultanato era fortemente suddiviso geograficamente e possedeva una  moltitudine di gruppi etnici. La società era suddivisa in sei gruppi razziali: i blu, i verdi, i gialli, i rossi, i verdi misti con i gialli e gli schiavi portati dal sud. C'era una forte distinzione tra quelli che discendevano dal vecchio Regno di Alodia e tutto il resto della popolazione di Sennar. Infatti, gli Alodiani quando furono sconfitti ai tempi di Abdallah Jama si schierarono tutti insieme e si fecero chiamare Abdallab. Capeggiati da Ajib il Grande, verso la  fine del XVI secolo, il regno di Sennar però si riprese e si radunò di nuovo capeggiato da Adlan I e sconfisse Ajib in un paio di battaglie che furono però decisive. Fu raggiunto un compromesso tra le due fazioni, per cui ad Ajib e ai suoi successori fu affidata la sovranità sulla provincia del Regno di Sennar di Dongola con una larga autonomia.

## Commercio
La capitale Sennar diventò economicamente fiorente attraverso il commercio. Ospitava mercanti provenienti da tutta l'Africa e dal Medio Oriente. La ricchezza e la potenza dei sultani dipendeva già da molto tempo dal commercio. Tutte le carovane erano controllate dal monarca, così come le provviste d'oro che servivano anche come valuta principale del regno. Nel tempo la situazione economica si deteriorò. Valute straniere divennero largamente usate dai commercianti, sfidando lo stretto controllo sull'economia da parte del monarca. I ricchi commercianti divennero eruditi e avidi lettori di libri riguardo all'Islam e si preoccuparono per la mancanza di ortodossia nel Regno di Sennar. La monarchia di Sennar era stata considerata, sin dall'antichità, come semidivina e questo andava contro i principali precetti dell'Islam. Molte sagre, feste e rituali prevedevano il consumo di grandi quantità di alcolici ed erano in voga sin dai tempi dell'antichità. Alla fine queste tradizioni furono abbandonate.

## Declino
Il Regno di Sennar raggiunse il suo massimo splendore verso la fine del XVI secolo; e nel XVII secolo incominciò lentamente ma definitivamente a deteriorarsi insieme con la potenza della sua monarchia. Il potere del re fu messo in dubbio dall'ʿulamāʾ, un'istituzione religiosa sostenuta dai mercanti allo scopo di amministrare la giustizia al posto del re.
Nel 1762 il trono di Badi IV fu rovesciato da un colpo di stato da parte di Abu Likayik facente parte dell'Hamaj-rossa proveniente dalla parte nord-est del Regno. Abu Likayik si dichiarò reggente del trono e installò un "sultano-marionetta", creando così vari conflitti tra la monarchia Fung e le nuove autorità di Hamaj.
I conflitti interni indebolirono così la potenza del Regno e verso la fine del XVIII secolo, il figlio di Mek Taifara, Mek Adlan II prese il potere, mentre la presenza turca incominciò a prendere piede nel regno. Infatti poco dopo il sovrano turco Al-Tahir Agha sposò Khadeeja, figlia di Mek Adlan II: questo fatto rese libera la strada per l'assimilazione dei Fung e del Regno di Sennar da parte dell'Impero ottomano.
Nel 1821, Ismail bin Muhammed Ali, generale e figlio del chedivè ottomano d'Egitto Muhammad Ali, guidò un esercito nel Regno il quale non incontrò nessuna resistenza da parte dell'ultimo re di Sennar e la regione fu prontamente sottomessa all'Egitto ottomano. In tempi più recenti la regione fu assorbita nel Sudan anglo-egiziano e poi ancora, nel 1956, nella nuova repubblica del Sudan.

## Cronologia dei re di Sennar

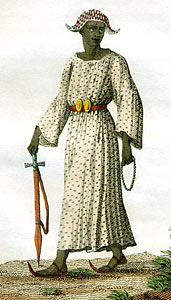
Un re del Regno di Sennar, 1821

- Amara Dunqas 1503-1533/4
- Nayil 1533/4-1550/1
- Abd al-Qadir I 1550/1-1557/8
- Abu Sakikin 1557/8-1568
- Dakin 1568-1585/6
- Dawra 1585/6-1587/8
- Tayyib 1587/8-1591
- Unsa I 1591-1603/4
- Abd al-Qadir II 1603/4-1606
- Adlan I 1606-1611/2
- Badi I 1611/2-1616/7
- Rabat I 1616/7-1644/5
- Badi II 1644/5-1681
- Unsa II 1681-1692
- Badi III 1692-1716
- Unsa III 1719-1720
- Nul 1720-1724
- Badi IV 1724-1762
- Nasir 1762-1769
- Isma'il 1768-1776
- Adlan II 1776-1789
- Awkal 1787-1788
- Tayyib II 1788-1790
- Badi V 1790
- Nawwar 1790-1791
- Badi VI 1791-1798
- Ranfi 1798-1804
- Agban 1804-1805
- Badi VII 1805-1821

## Reggenti Hamaj
- Abu Likayik - 1769-1775/6
- Badi walad Rajab - 1775/6-1780
- Rajab 1780-1786/7
- Nasir 1786/7-1788